# Jan Herzog
Jan Herzog (Berlín Este, RDA, 8 de agosto de 1974) es un deportista alemán que compitió en remo.
Ganó una medalla de bronce en el Campeonato Mundial de Remo de 1997, en la prueba de cuatro sin timonel ligero. Participó en dos Juegos Olímpicos de Verano, ocupando el undécimo lugar en Sídney 2000 (cuatro sin timonel) y el sexto en Atenas 2004 (dos sin timonel).

## Palmarés internacional
| Campeonato Mundial | Campeonato Mundial     | Campeonato Mundial | Campeonato Mundial        |
| Año                | Lugar                  | Medalla            | Prueba                    |
| ------------------ | ---------------------- | ------------------ | ------------------------- |
| 1997               | Aiguebelette (Francia) | Medalla de bronce  | Cuatro sin timonel ligero |